# Desembarco de los Treinta y Tres Orientales (cuadro)
El Desembarco de los Treinta y Tres Orientales es un cuadro de la pintora y miniaturista uruguaya Josefa Palacios, fechado entre 1849 y 1854. Es la primera representación pictórica del Desembarco de los Treinta y Tres Orientales, realizado veintitrés años antes que el de Juan Manuel Blanes. El cuadro es una pintura de óleo sobre lienzo. Se encuentra en el Museo Histórico Nacional en Montevideo, Uruguay.

## La Cruzada Libertadora
El Desembarco de los Treinta y Tres Orientales fue el primer movimiento de los Treinta y Tres Orientales dentro de la Cruzada Libertadora.
En 1816 ejércitos lusobrasileños habían invadido la Provincia Oriental, uniéndola al Imperio de Portugal. Tras la derrota de Artigas en 1820, integrantes de su movimiento emigraron a Buenos Aires. En 1825 planificaron una invasión de la Banda Oriental con la finalidad de conseguir apoyo militar, para expulsar a los ocupantes lusobrasileños y reintegrar la provincia a las Provincias Unidas.
A finales de marzo y principios de abril, los revolucionarios partieron en dos grupos de Buenos Aires y se reagruparon en la isla de Brazo Largo. Allí esperaron la señal de sus colaboradores para cruzar el río y lanzar su campaña sin ser vistos. En la tarde del 19 de abril, embarcaron en dirección de la costa oriental del Río Uruguay. Desembarcaron en la noche en la Playa de la Agraciada, donde recibieron caballos y armas de sus colaboradores. Posteriormente, se dirigieron a la ciudad de Dolores.

## Descripción
La pintura muestra a los revolucionarios luego del Desembarco, en una playa de la costa oriental del Río Uruguay. Puede verse en el horizonte un navío. El episodio es retratado de noche, coincidiendo con el relato del hecho. Palacios muestra esto a través del uso de los colores y la iluminación. Entre los revolucionarios solo se destaca Juan Antonio Lavalleja, que es representado con la bandera del movimiento en mano. El resto de personajes, aunque separados en grupos y realizando diversas acciones, no aparecen diferenciados, a diferencia del cuadro de Blanes. También se representa la zona del desembarco, mostrando la costa, árboles y vegetación.
Palacios utilizó diferentes fuentes para realizar su obra, como testimonios de Juan Antonio Lavalleja y Juan Acosta, que participaron del Desembarco.

## Ubicación institucional
La obra fue realizada por Palacios entre 1849 y 1854. Fue adquirida por el Estado Uruguayo antes de 1859, encontrándose luego en el Museo Nacional. En 1911 pasó a ser parte del acervo del Museo Histórico Nacional, siendo restaurada por el artista Ernesto Laroche en 1913.

## Controversia sobre la autoría
El cuadro, que no tiene firma, se vio sumido en una controversia respecto a su autoría en 1952. En un artículo del diario El Día, el historiador José María Fernández Saldaña identificó como autor a Julio Chanelet de Valpetre y no a Palacios. Se basó en un artículo publicado en 1860 que describía un cuadro con el mismo título pero de diferente composición. El director del Museo Histórico Nacional, Juan E. Pivel Devoto, contestó a Saldaña señalando que se trataba de cuadros distintos. Señaló la diferencia entre la composición de la obra de Palacios y la descripción de la de Chanelet de Valpetre, que permanece perdida. En 1958, el historiador de arte Walter E. Laroche apoyó la postura de Pivel Devoto en un artículo en el diario El País.